# کابینه مالزی
کابینه مالزی (مالایی: Jemaah Menteri Malaysia) قوه مجریه دولت مالزی است. ریاست آن بر عهدهٔ نخست‌وزیر مالزی است، کابینه، یک هیئت وزیران است که همگی در برابر پارلمان مالزی پاسخگو هستند. طبق ماده ۴۳ قانون اساسی فدرال، اعضای کابینه تنها می‌توانند از اعضای هر یک از دو مجلس پارلمان مالزی انتخاب شوند. به‌طور رسمی، رئیس حکومت تمام وزیران را با نظر نخست‌وزیر منصوب می‌کند.